# Довбыш, Виктор Иннокентьевич
Виктор Иннокентьевич Довбыш (2 ноября 1937 — 8 декабря 2013) — забойщик шахты № 4-5 «Никитовская», Горловка, Донецкая область, Герой Социалистического Труда.

## Биография
Родился в городе Шимановск Амурской области. Трудовую деятельность начал после армии на одной из шахт Кузбасса крепильщиком.
В Кузбассе проработал всего год, когда на шахту по обмену опытом прибыла делегация горняков из Донбасса. Один из делегатов так увлекательно рассказывал о Горловке, о шахтах крутого падения, что Довбыш решил поехать работать именно туда.
С 1959 года работал забойщиком на шахте № 4-5 «Никитовская», которая позже стала носить имя легендарного шахтёра Н. А. Изотова. В первое десятилетие своей работы на шахте № 4-5 «Никитовская» молодой забойщик быстро набирался опыта и мастерства.
На шахте был очень сильный контингент забойщиков, очень мощный накал соревнования. В дни повышенной добычи, которые проводились раз в неделю, шахтёры выполняли за смену по пять норм. В среднем В. И. Довбыш выдавал по 17,5 тонн угля за смену.
Занимался общественной работой. Избирался и комсоргом шахты, и членом парткома, а затем членом райкома, горкома и обкома партии, Укрсовпрофа. Создал на шахте изотовскую школу, в которой передавал свой опыт молодым шахтерам, добивался пересмотра старых технологических решений по добыче угля.
В начале 1970-х стал инициатором почина: «Пятилетку за три с половиной года». И пока его последователи в Горловке и в стране стремились следовать его призыву, не только завершил свой личный пятилетний план за 2 года 3 месяца и 21 день — в апреле 1973 года, но и помог перевыполнить план ещё 225 забойщикам шахты.
Был депутатом Совета Союза Верховного Совета СССР 9-го (1974—1979) и 10-го (1979—1984) созывов от Донецкой области.
Жил в городе Горловка Донецкой области. Умер 8 декабря 2013 года.

## Награды и звания
- Указом Президиума Верховного Совета СССР от 29 декабря 1973 года Довбышу Виктору Иннокентьевичу присвоено звание Героя Социалистического Труда с вручением ему ордена Ленина и золотой медали «Серп и Молот».
- Награждён орденом Ленина, орденом Трудового Красного Знамени.
- Полный кавалер знака «Шахтёрская слава».
- Почётный гражданин Горловки